# Fatiga del sistema nerviós central
La fatiga del sistema nerviós central, o fatiga central, és una forma de fatiga associada a canvis en la concentració sinàptica de neurotransmissors del sistema nerviós central (SNC; inclòs el cervell i la medul·la espinal) que afecta el rendiment de l'exercici i la funció muscular i que no pot ser explicat per factors perifèrics que afecten la funció muscular. En individus sans, la fatiga central pot produir-se per exercici prolongat i s'associa amb canvis neuroquímics al cervell, que afecten principalment a la serotonina (5-HT), la noradrenalina i la dopamina. La fatiga central té un paper important en els esports de resistència i també destaca la importància d'una bona alimentació en els esportistes de resistència.

## Mecanismes neuroquímics
Els mètodes experimentals existents han proporcionat proves suficients per suggerir que les variacions de la serotonina sinàptica, la noradrenalina i la dopamina són els principals causants de la fatiga del sistema nerviós central. Un augment de la concentració de dopamina sinàptica al SNC és fortament ergogènic (afavoreix el rendiment de l'exercici). Un increment de la concentració de serotonina sinàptica o de la noradrenalina al SNC afecta el rendiment de l'exercici.

### Noradrenalina
La manipulació de la noradrenalina suggereix que en realitat pot tenir un paper en la sensació de fatiga. La reboxetina, un inhibidor dels recaptadors de la noradrenalina, disminueix el temps fins a la fatiga i incrementa la percepció subjectiva de fatiga. Això es pot explicar per la disminució de l'activitat adrenèrgica causada per mecanismes de retroalimentació.

### Serotonina
Al cervell, la serotonina és un neurotransmissor i regula l'excitació, el comportament, el son i l'estat d'ànim, entre altres coses. Durant l'exercici prolongat on hi haurà fatiga del sistema nerviós central, els nivells de serotonina al cervell són superiors a les condicions fisiològiques normals; aquests nivells més alts poden augmentar les percepcions d'esforç i fatiga muscular perifèrica. L'augment de la síntesi de serotonina cerebral es produeix a causa d'un nivell més alt de triptòfan, el precursor de la serotonina, a la sang i que provoca una quantitat més gran de triptòfan que creua la barrera hematoencefàlica. Un factor important de síntesi de serotonina és el mecanisme de transport del triptòfan a través de la barrera hematoencefàlica. El mecanisme de transport del triptòfan es comparteix amb els aminoàcids de cadena ramificada (BCAA), leucina, isoleucina i valina. Durant un exercici prolongat, es consumeixen BCAA per a la contracció muscular esquelètica, cosa que permet un major transport de triptòfan a través de la barrera hematoencefàlica. Cap dels components de la reacció de síntesi de serotonina està saturat en condicions fisiològiques normals, permetent una major producció del neurotransmissor. No obstant això, el fracàs dels BCAA en disminuir el temps fins a la fatiga limita constantment aquesta hipòtesi.

### Dopamina
La dopamina és un neurotransmissor que regula l'excitació, la motivació, la coordinació muscular i el rendiment de la resistència, entre altres coses. Els nivells de dopamina són més baixos després d'un exercici prolongat. Una disminució de la dopamina pot disminuir el rendiment esportiu i la motivació mental. La dopamina en si no pot travessar la barrera hematoencefàlica i s'ha de sintetitzar dins del cervell. En rates criades per córrer, s'ha observat una major activitat de la zona tegmental ventral, i l'activitat de VTA es correlaciona amb el funcionament voluntari de les rodes. Com que el VTA és una zona densa de neurones dopaminèrgiques que es projecta a moltes zones del cervell, això suggereix que la neurotransmissió dopaminèrgica impulsa el rendiment físic. A més, aquesta teoria recolza el fet que els inhibidors de la recaptació de dopamina i els inhibidors de la recaptació de dopamina de norepinefrina són capaços d'augmentar el rendiment de l'exercici, especialment per calor.

### Acetilcolina
L’acetilcolina és necessària per a la generació de força muscular. Al sistema nerviós central, l'acetilcolina modula l'excitació i la regulació de la temperatura. També pot tenir un paper en la fatiga central. Durant l'exercici, disminueixen els nivells d'acetilcolina. Això es deu a una disminució dels nivells plasmàtics de colina. No obstant això, hi ha hagut resultats contradictoris en estudis sobre l'efecte de l'acetilcolina sobre la fatiga. Un estudi va trobar que els nivells plasmàtics de colina havien baixat un 40% després que els subjectes fessin la Marató de Boston. Un altre estudi va trobar que els suplements de colina no milloraven el temps fins a l'esgotament. Aquest estudi també va trobar que els nivells plasmàtics de colina no havien canviat ni en els grups amb placebo ni en els suplements de colina. Cal investigar més per investigar els efectes de l'acetilcolina sobre la fatiga.

### Citocines
Les citocines poden manipular les neurotransmissions creant comportament de malaltia, caracteritzat per malestar i fatiga. En models animals, IL-1b estimula l'alliberament de serotonina i augmenta l'activitat de GABA. Els lipopolisacàrids també inhibeixen l'activitat de les neurones histaminèrgiques i dopaminèrgiques.

### Amoníac
L'augment dels nivells circulants d'amoníac pot alterar la funció cerebral i provocar fatiga. Una de les raons de la hipòtesi que els BCAA no aconsegueixen augmentar el rendiment de l'exercici es deu a l'augment de l'oxidació dels BCAA en la suplementació que provoca un augment de la fatiga, anul·lant els efectes sobre el 5-HT.

## Manipulació
El control de la fatiga del sistema nerviós central pot ajudar els científics a desenvolupar una comprensió més profunda de la fatiga en general. S'han pres nombrosos enfocaments per manipular els nivells i el comportament neuroquímics. En els esports, la nutrició té un paper important en el rendiment atlètic. A més de combustible, molts atletes consumeixen medicaments que milloren el rendiment, inclosos estimulants, per augmentar les seves capacitats.

### Agents de recaptació i alliberament de dopamina
L'amfetamina és un estimulant que s'ha trobat que millora el rendiment físic i cognitiu. L'amfetamina bloqueja la recaptació de dopamina i norepinefrina, que retarda l'aparició de la fatiga augmentant la quantitat de dopamina, malgrat l'increment simultani de norepinefrina, al sistema nerviós central. L'amfetamina és una substància àmpliament utilitzada entre els atletes col·legiats per les seves qualitats que milloren el rendiment ja que pot millorar la força muscular, el temps de reacció, l'acceleració, el rendiment de l'exercici anaeròbic, la potència produïda a nivells fixos d'esforç percebut i la resistència.
També s'ha demostrat que el metilfenidat augmenta el rendiment de l'exercici a temps fins als estudis de fatiga i contrarellotge.

### La cafeïna
La cafeïna és l'estimulant més consumit a Amèrica del Nord. La cafeïna provoca l'alliberament d'epinefrina de la medul·la suprarenal. En dosis petites, la cafeïna pot millorar la resistència. Recentment, també s'ha demostrat que retarda l'aparició de la fatiga durant l'exercici. El mecanisme més probable per retardar la fatiga és a través de l'obstrucció dels receptors d'adenosina al sistema nerviós central. L'adenosina és un neurotransmissor que disminueix l'excitació i augmenta la son. En evitar que l'adenosina actuï, la cafeïna elimina un factor que afavoreix el descans i retarda la fatiga.

### Hidrats de carboni
Els hidrats de carboni són la principal font d'energia dels organismes per al metabolisme. Són una important font de combustible durant l'exercici. Un estudi realitzat per l'Institut d'Alimentació, Nutrició i Salut Humana de la Universitat de Massey va investigar l'efecte de consumir una solució d'hidrats de carboni i electròlits sobre l'ús de glucogen muscular i la capacitat de funcionament en subjectes que tenien una dieta alta en carbohidrats. El grup que va consumir la solució d'hidrats de carboni i electròlits abans i durant l'exercici va experimentar una major capacitat de resistència. Això no es podria explicar pels diferents nivells de glicogen muscular; no obstant això, una concentració més elevada de glucosa en plasma pot haver provocat aquest resultat. El doctor Stephen Bailey planteja que el sistema nerviós central pot percebre l'afluència d'hidrats de carboni i redueix l'esforç percebut de l'exercici, cosa que permet una major capacitat de resistència.

### Aminoàcids de cadena ramificada
Diversos estudis han intentat disminuir la síntesi de serotonina administrant aminoàcids de cadena ramificada i inhibint el transport de triptòfan a través de la barrera hematoencefàlica. Els estudis realitzats van produir poc o cap canvi en el rendiment entre l'augment de la ingesta de BCAA i els grups amb placebo. Un estudi va administrar en particular una solució de carbohidrats i una solució de carbohidrats + BCAA. Tots dos grups van poder córrer més temps abans de la fatiga en comparació amb el grup placebo amb aigua. Tanmateix, tant els grups d'hidrats de carboni com els carbohidrats + BCAA no van tenir diferències en el seu rendiment. La suplementació d'aminoàcids amb cadena ramificada ha demostrat tenir poc o cap efecte sobre el rendiment. Hi ha hagut poc èxit en utilitzar precursors de neurotransmissors per controlar la fatiga del sistema nerviós central.
Una revisió va plantejar la hipòtesi que la inconsistència amb l'administració de BCAA era el resultat de l'acumulació d'amoníac com a resultat d'un augment de l'oxidació de BCAA.

## Funció
La fatiga del sistema nerviós central és un component clau per prevenir lesions musculars perifèriques. El cervell té nombrosos receptors, com els osmoreceptors, per fer un seguiment de la deshidratació, la nutrició i la temperatura corporal. Amb aquesta informació, així com la informació de fatiga muscular perifèrica, el cervell pot reduir la quantitat d'ordres motors enviats des del sistema nerviós central. Això és crucial per protegir l'homeòstasi del cos i mantenir-lo en un estat fisiològic adequat capaç de recuperar-se completament. La reducció de les ordres motores enviades des del cervell augmenta la quantitat d'esforç percebut que experimenta un individu. En forçar el cos a través d'una intensitat percebuda més alta, l'individu té més probabilitats de deixar d'exercitar-se mitjançant l'esgotament. L'esforç percebut està molt influït per la intensitat de la descàrrega corol·lària de l'escorça motora que afecta l'escorça somatosensorial primària. Els atletes de resistència aprenen a escoltar el seu cos. La protecció dels òrgans de les temperatures bàsiques potencialment perilloses i de les baixes nutricionals és una funció important del cervell. La fatiga del sistema nerviós central avisa l'atleta quan les condicions fisiològiques no són òptimes, de manera que es pot induir-lo a descansar o reavituallar-se. És important evitar la hipertermia i la deshidratació, ja que perjudiquen el rendiment esportiu i poden ser mortals.

## Síndrome de fatiga crònica
La síndrome de fatiga crònica és un nom d'un grup de malalties dominades per la fatiga persistent. La fatiga no es deu a l'exercici i no es alleuja amb el descans. Mitjançant nombrosos estudis, s'ha demostrat que les persones amb síndrome de fatiga crònica tenen un component integral de fatiga central. En un estudi, es van comprovar els músculs esquelètics dels subjectes per assegurar-se que no tenien defectes que impedissin el seu ús total. Es va comprovar que els músculs funcionaven normalment a nivell local, però no funcionaven en la seva totalitat. Els subjectes no van poder activar els músculs de manera constant durant un ús sostingut, tot i tenir un teixit muscular normal. En un altre estudi, els subjectes van experimentar un major esforç percebut en relació amb la freqüència cardíaca en comparació amb el control durant una prova d'exercici graduat. Els subjectes de fatiga crònica s'aturarien abans d'arribar a qualsevol tipus de límit corporal. Tots dos estudis van demostrar que la fatiga muscular perifèrica no feia que els subjectes amb síndrome de fatiga crònica deixessin de fer exercici. És possible que la major percepció de l'esforç necessari per utilitzar els músculs comporti grans dificultats per realitzar exercicis constants. La principal causa de fatiga en la síndrome de fatiga crònica és probablement el sistema nerviós central. Un defecte en un dels seus components pot provocar un requisit més gran d'entrada que doni lloc a una força sostinguda. S'ha demostrat que amb una motivació molt alta, els subjectes amb fatiga crònica poden exercir força de manera efectiva. Una investigació més detallada sobre la fatiga del sistema nerviós central pot provocar aplicacions mèdiques.